# Test Drive 6
Test Drive 6 é um game lançado em 1999 pela Infogrames e pela Cryo Interactive.

## Carros Principais
- AC Cobra
- Aston Martin Project Vantage
- Aston Martin DB7
- Audi TT
- BMW V12 LMR
- Caterham 7
- Chevrolet Corvette C5
- Dodge Charger R/T
- Dodge Concept Car
- Dodge Viper GTS
- Dodge Viper RT/10
- Ford F-150 SVT Lightning
- Ford GT
- Ford Mustang 428 CJ
- Ford Mustang LX. 5.0
- Ford Mustang Saleen S351
- Ford Mustang Super Stallion
- Jaguar XJ220
- Jaguar XK-180
- Jaguar XK-R
- Lotus Elise
- Lotus Elise GT-1
- Lotus Esprit Turbo
- Lotus Esprit V8
- Marcos Mantaray
- Nissan R390 GT-1
- Nissan Skyline GT-R
- Panoz Esperante
- Panoz Roadster
- Plymouth Hemi Cuda
- Plymouth Prowler
- Shelby Series 1
- Subaru Impreza
- TVR Cerbera
- TVR Griffith
- TVR Speed 12
- Toyota GT-One
- Venturi 400 GT
- Venturi Atlantique

## Banda Sonora
- Cirrus - Captain Cocktail
- Cirrus - Time's Running Out
- Empirion - Big Time
- Empirion - The Pain (Edit)
- Empirion - What You Are
- Eve 6 - Tongue Tied
- Gary Numan & Fear Factory - Cars (theme song)
- Gearwhore - Love
- Gearwhore - Past (Edit)
- K M Kings - Dogs Life
- Fear Factory - Cars
- Lunatic Calm - Leave You Far Behind
- Qburns - He Is A Skull